# Марко Гобељић
Марко Гобељић (Краљево, 13. септембра 1992) српски је фудбалер који тренутно наступа за ОФК Београд. Важи за универзалног играча, способног да одигра на већем броју позиција на терену.
Гобељић је фудбалом почео да се бави у локалној школи Бубамари, одакле је преко екипе Металца касније прешао у Слогу. За клуб из родног града као сениор је наступао у периоду од 2010. до 2014. године, а након своје прве сезоне, у којој је са екипом освојио прво место на табели Српске лиге Запад, пласирао се у други степен фудбалског такмичења, Прву лигу Србије. У том такмичењу је, касније, одиграо 89 утакмица и постигао 6 погодака, док је током сезоне 2013/14. на већем броју утакмица носио капитенску траку. У свом матичном клубу Гобељић је променио већи број позиција на терену, а најчешће је наступао као централни везни играч, или десни бек.
Прешавши у крушевачки Напредак, лета 2014, Гобељић је потписао професионални уговор са тим клубом. Исте године дебитовао је у Суперлиги Србије, али је по њеном окончању испао из такмичења, након баража за опстанак са екипом Металца из Горњег Милановца. Већ наредне сезоне, клуб је поново изборио пласман у први ранг такмичења, док је Гобељић изабран у тим Прве лиге Србије, према оценама Спортског журнала. Током такмичарске 2016/17. тренери Драган Ивановић и Вук Рашовић, Гобељића су најчешће користили у нападу, где је деловао као полушпиц, или крило и на тај начин забележио више голова и асистенција. По један погодак постигао је и против Црвене звезде и против Партизана.
Током 2016. и почетком 2017. године, тадашњи селектор репрезентације Србије, Славољуб Муслин, Гобељића је позивао у национални тим састављен од играча из домаћег такмичења, који је у том периоду наступио на сусретима са екипама Катара и Сједињених Америчких Држава.
Лета 2017, пред почетак нове сезоне, Гобељић је потписао трогодишњи уговор са Црвеном звездом. Исте године, са својим новим клубом изборио је пласман у групну фазу Лиге Европе. Тренер Владан Милојевић га је користио на неколико позиција на терену, те је између осталих, на утакмицама против Краснодара, Гобељић у игру улазио као замена за левог бека. Нешто касније, он је свој први Вечити дерби одиграо на истој позицији. По окончању такмичарске сезоне, Гобељић је награђен као члан екипе која је освојила трофеј намењен прваку Србије у фудбалу. Почетком наредне сезоне, са тимом се пласирао у групну фазу Лиге шампиона, што је Црвена звезда урадила по први пут од када такмичење постоји под тим именом. У наредне две сезоне је са тимом још по једном учествовао у оба такмичења. Црвена звезда је 2021. године по први пут у својој историји везала четири шампионске титуле у низу, у чему је учествовао и Гобељић. Освајањем Купа Србије исте године, са Црвеном звездом је дошао и до дупле круне.

## Каријера

### Слога Краљево

#### Сезона 2010/11: бонус играч
Као рођени Краљевчанин, Гобељић је своје фудбалско школовање започео у познатој локалној академији, Бубамари, а у такмичарским селекцијама најпре наступао за Металац Трговачки. Пут га је касније одвео у Слогу, где је прошао све млађе категорије а затим прикључен првом тиму лета 2010. године. Сезону 2010/11. започео је као бонус играч у западној групи српске лиге. Неколико дана након што је постао пунолетан, нашао се у стартној постави екипе на куп утакмици против Црвене звезде, одиграној 22. септембра 2010. године на Градском стадиону у Краљеву. Претходно је забележио и наступ на утакмици преткола против екипе Радничког из Ниша, коју је Слога добила резултатом 2ː1. Касније, током сезоне, Гобељић је одиграо већину лигашких утакмица, док је једини погодак за своју екипу постигао на гостовању Полету у Љубићу у оквиру 26. такмичарске недеље. Претходно је, три кола раније, био асистент при поготку Милана Мијаиловића за минималну победу над Слогом из Петровца на Млави. Поред лигашких и наступа у купу Србије, Гобељић је играо у полуфиналној и завршној утакмици Купа на подручју региона Шумадије и западне Србије, против Златара из Нове Вароши, односно Мачве из Шапца. Освојивши прво место у лиги трећег ранга такмичења, Гобељић се са екипом Слоге пласирао у прву лигу Србије у фудбалу.
Током своје дебитантске сезоне у сениорском фудбалу, Гобељић је најчешће наступао у везном реду, али је након одласка Јовице Василића током зимске паузе, у наставку повремено играо и на позицији десног бека.

#### Сезона 2011/12: први тим
Након завршетка сезоне 2010/11, Гобељић је окончао свој омладински стаж и лета 2011. године постао стални члан првог тима. Нову сезону започео је у стартној постави екипе, током које је био један од најстандарднијих играча у Првој лиги Србије за такмичарску 2011/12. Кроз сезону је најчешће наступао на месту централног везног играча, односно полутке, док је на неким утакмицама играо и у одбрани. Свој први погодак у сезони Гобељић је постигао у победи од 1ː0 над новосадским Пролетером, 30. октобра 2011. У другом делу сезоне, Гобељић је постигао још два поготка и то против екипа Младеновца и Чукаричког, а за екипу је забележио 31 наступ.

#### Сезона 2012/13: најстандарднији појединац
Сезону 2012/13. Гобељић је такође започео у везном реду, али је након доласка Нешка Миловановића на место шефа стручног штаба у екипи Слоге, померен на позицију десног спољног играча. Тако је одређени број утакмица у другом делу сезоне одиграо у одбрани. Током зимских припрема, на утакмици са Металцем из Горњег Милановца, Гобељић је понео капитенску траку. За Слогу је у тој сезони наступио на 32 лигашке утакмице и на једној од њих био проглашен најбољим играчем. Са 2836 минута проведених на терену, Гобељић је у току сезоне био најстандарднији играч у постави екипе, док је две утакмице пропустио због акумулираних жутих, односно једног црвеног картона. Био је, такође, актер сусрета са ОФК Београдом на Омладинском стадиону, где је Слога поражена резултатом 5ː0 у шеснаестини финала Купа Србије.

#### Сезона 2013/14: капитен
Након пораза на отварању сезоне против екипе Јединства Путева из Ужица, тадашњи први голман и капитен екипе, Александар Божовић пао је у други план, а место међу стативама добио је Бојан Шејић. Та промена проузроковала је да капитенску траку од утакмице против Металца из Горњег Милановца понесе Марко Гобељић. Слога је утакмицу добила резултатом 1ː0, док је Гобељић добио оцену 9 и проглашен најбољим на терену. Гобељић је највећи део сезоне одиграо у тој улози, што га је учинило најмлађим капитеном у лиги. На куп утакмици против екипе Војводине, одиграној 25. септембра 2013. године, Гобељић је постигао погодак за изједначење у 65. минуту, што је сусрет касније одвело у пенал серију у којој је такође био прецизан. Иако је, након тога, одбранама Срђана Жакуле, Слога испала из такмичења, Гобељић је изабран за најбољег играча регуларног дела сусрета, добивши оцену 8, колико је имао и капитен гостујућег састава, Мирослав Вулићевић. Гобељић је у првом делу такмичења одиграо свих 15 лигашких утакмица, док је у наставку забележио 11 наступа. Током пролећног дела сезоне Гобељић је два пута излазио са терена због повреда, против БСК Борче, односно Долине из Падине, после којих је одмарао по једну утакмицу. Након пораза од Долине на домаћем терену, у ком је Гобељић био стрелац поготка за Слогу, управа клуба одлучила је да отпусти Бојана Шејића и Данијела Гашића, па се Божовић вратио у стартну поставу и поново преузео капитенску траку. Недовољно опорављен од повреде, Гобељић је утакмицу против Борца из Чачка почео на клупи за резерве, али је у другом полувремену заменио Синишу Младеновића на позицији десног бека. Слога је на тој утакмици поражена резултатом 1ː0, што ју је дефинитивно онемогућило да се бори за улазак у виши ранг. До краја сезоне, Гобељић је наступио још на утакмици против Телеоптика, 25. маја 2014. године. Током такмичарске године, Гобељић је као стандардни играч код тренера Вељка Доведана и Игора Туфегџића забележио укупно 27 наступа и постигао 4 поготка у оба такмичења под ингеренцијама Фудбалског савеза Србије, са просечном оценом 7,24 на лигашким утакмицама. Постигао је и један аутогол, против Инђије у 6. колу Прве лиге. Након завршене сезоне у Првој лиги Србије, добио је сагласност руководства да напусти клуб.

### Напредак Крушевац

#### Сезона 2014/15: професионални уговор
У јулу 2014. године, Гобељић је прешао у крушевачки Напредак, са којим је потписао професионални уговор. За екипу Напретка дебитовао је 9. августа исте године, ушавши у игру на полувремену утакмице против Чукаричког, уместо Ибрахима Н'Диаја. Након утакмице другог кола, на којој је такође ушао у игру са клупе, Гобељић се усталио у стартној постави екипе у Суперлиги Србије. Забележио је и наступ у купу Србије, против екипе Металца из Горњег Милановца, када је Напредак испао из такмичења након извођења једанаестераца. Гобељић је асистирао Бојану Божовићу за погодак против екипе Радничког из Ниша, на стадиону Младост, у првој победи Напретка за сезону 2014/15. Гобељић се први пут у сезони нашао изван протокола за утакмицу 18. кола, против екипе ОФК Београда, коју је пропустио због акумулираних жутих картона. На утакмици наредног кола, против Младости из Лучана, Гобељићева партија је окарактерисана као солидна, уз напомену да су играчи противничке екипе на њега обраћали највише пажње. Истакао се једним изблокираним ударцем, који је претходио поготку Младости за изједначење. Гобељић је је први пут у сезони замењен током утакмице против Црвене звезде, док је следећу утакмицу, против екипе Јагодине, провео на клупи за резервне играче. Након утакмице паузе, Гобељић је постигао свој први гол у дресу Напретка у надокнади првог полувремена утакмице против Војводине у Новом Саду, 9. априла 2015, што је уједно био и погодак за прву победу Напретка над Војводином на стадиону Карађорђе у историји клуба. На утакмици 28. кола, против екипе Партизана, Гобељић је одиграо свих 90 минута на позицији десног бека, док је у 86. добио јавну опомену. Током регуларног дела сезоне, Гобељић је одиграо 26 лигашких, односно једну куп утакмицу и постигао један погодак. Коначно, одиграо је обе утакмице баража за опстанак, против екипе Металца, након којих је Напредак испао у нижи ранг такмичења.

#### Сезона 2015/16: тим првенства
Након Напретковог испадања у нижи ранг такмичења, Гобељић је сусрет првог кола Прве лиге Србије у фудбалу за сезону 2015/16, против екипе Динама из Врања, пропустио због парних жутих картона. Касније се вратио у прву поставу екипе и до краја првог дела сезоне одиграо је преосталих 14 лигашких, односно две утакмице у купу Србије. Гобељић је током сезоне наступао на позицијама централног везног играча, односно десног бека и до краја исте одиграо је укупно 28 утакмица. Једини погодак за своју екипу током сезоне, Гобељић је постигао на гостовању ЧСК Пивари у Челареву, у оквиру 18. кола. Победом над екипом ОФК Бачке из Бачке Паланке, 28. априла 2017, Гобељић је са екипом Напретка математички обезбедио повратак у Суперлигу Србије. Последњу утакмицу у сезони, Гобељић је одиграо против београдског Синђелића у 28. колу такмичења, након чега је добио одмор, услед потврде првог места на табели. По завршетку такмичења у Првој лиги Србије, Гобељић је уврштен у тим сезоне према оценама Спортског журнала, заједно са саиграчима Бојаном Бељићем и Ибрахимом Н'Диајем.

#### Сезона 2016/17: нападач
Лета 2016, током припремног периода за нову сезону у Суперлиги Србије, Гобељић је одиграо неколико пријатељских утакмица и постигао два поготка. Био је прецизан у првој провери, против Радничког из Ниша, односно сурдуличког Радника у генералној проби пред почетак првенства. Гобељић је, затим, постигао погодак на отварању сезоне 2016/17, против Црвене звезде на стадиону Рајко Митић, на асистенцију Милоша Вулића, што је уједно био и први погодак у сезони уопште. На наредној утакмици, против екипе Партизана, коју је почео као нападач, Гобељић је изнудио прекршај Бојана Шаранова. Једанаестерац је, касније реализовао Ненад Шљивић, а Напредак је на крају победио резултатом 2ː1. Свој други гол у сезони Гобељић је постигао против Чукаричког 10. септембра 2016. Он је, потом, асистирао Братиславу Пуношевцу за победу над Радником у Сурдулици у 11. колу, а затим забележио и две асистенције, Алекси Вукановићу и Слободану Урошевићу на наредној утакмици, против екипе Рада. Неколико дана касније, средином октобра, Гобељић и Урошевић су продужили уговоре са Напретком до лета 2018. године. Гобељић је, након тога, постигао свој трећи погодак у сезони, у победи над екипом Новог Пазара у 13. колу, а потом уписао асистенцију Ибрахиму Н'Диају против чачанског Борца следеће недеље. Гобељић се уписао у листу стрелаца по 4. пут у сезони на гостовању екипи Партизана, 25. новембра 2016. Коначно, Гобељић је након продора по десној страни асистирао Дину Шарцу за погодак и победу над екипом Металца из Горњег Милановца, што је био и последњи гол Напретка на званичној утакмици у 2016. години. Током зимске паузе, Гобељић је постигао три поготка на припремним утакмицама. Свој последњи погодак у сезони, Гобељић је постигао у победи над екипом ОФК Бачке из Бачке Паланке, 13. априла 2017. године.
Током три сезоне у клубу, Гобељић је одиграо 90 утакмица у свим такмичењима и постигао седам голова, од чега пет у последњој, наступајући углавном као други нападач.

### Црвена звезда

#### Сезона 2017/18: Лига Европе
Године 2017, 7. јуна, београдски медији пренели су вест да је Гобељић потписао за Црвену звезду, након што је фотографија његовог уговора подељена на друштвеној мрежи Инстаграм. У службеним просторијама, Гобељића је представио спортски директор, Митра Мркеле, два дана касније, чиме се фудбалер званично обавезао клубу на период од три године. Износ обештећења процењен је на 100 хиљада евра. Неколико дана касније, одазвао се првој прозивци тренера Владана Милојевића. За екипу Црвене звезде дебитовао је на утакмици против малтешке Флоријане у оквиру првог кола квалификација за Лигу Европе, када је ушао у игру уместо Бразилца Рикардиња у 73. минуту. Неколико минута касније добио је директан црвени картон због прекршаја на средини терена. Након неколико утакмица у којима је улазио на терен са клупе, Гобељић је одиграо свих 90 минута утакмице против ОФК Бачке из Бачке Паланке, у петом колу Суперлиге Србије, као десни бек. Заменивши повређеног суграђанина, Душана Анђелковића, у првој утакмици доигравања за Лигу Европе, против Краснодара, Гобељић је први пут у својој каријери играо на позицији левог спољног играча. Десет дана касније, 27. августа 2017. године, Гобељић је одиграо свој први Вечити дерби на истој позицији.
Свој први погодак у дресу Црвене звезде Гобељић је постигао у победи од 5ː0 против екипе Радника из Сурдулице, 29. новембра исте године. Забележивши асистенцију за Ненада Крстичића у победи над екипом Напретка у Крушевцу, 29. априла 2018, Гобељић је допринео математичком освајању титуле првака Србије за сезону 2017/18. Такође, са две асистенције на стадиону Карађорђе у претпоследњем колу првенства, Гобељић је означен играчем утакмице против Војводине. На церемонији одржаној на затварању сезоне, Гобељићу је додељена медаља, намењена шампиону Србије за сезону 2017/18.

#### Сезона 2018/19: Лига шампиона
Након одмора по окончању сезоне, Гобељић је прошао тестирања и присуствовао првом тренингу екипе, 11. јуна 2018, а потом прошао и комплетне припреме са екипом на Златибору, односно аустријском граду Виндишгарстену. Током припреног периода, он је одиграо неколико утакмица, а у одсуству Милана Родића, који је био члан репрезентације Србије на Светском првенству у Русији, Гобељић је минутажу делио са Филипом Стојковићем, Стефаном Хајдином и Алексом Терзићем на позицијама бочних одбрамбених играча. По повратку у Србију, Гобељић је уврштен на списак лиценцираних играча за квалификационе утакмице Лиге шампиона у сезони сезони 2018/19. Након што је обе утакмице против Спартакса из Јурмале, у оквиру првог кола овог такмичења, провео на клупи за резерве, Гобељић се нашао у стартној постави екипе у првом колу Суперлиге Србије за сезону 2018/19. Он је тој утакмици, одиграној против екипе Динама из Врања, извео екипу као капитен, а траку је носио све до уласка Ненада Милијаша на терен у 53. минуту утакмице. Гобељић је, потом, 24. јула, наступио у утакмици другог кола квалификација за Лигу шампиона против Судуве, када је на терену заменио двоструког стрелца Немању Радоњића у 77. минуту. Гобељић се такође нашао на терену и у другом колу Суперлиге Србије, против Радничког из Ниша. Након контакта Лазара Ранђеловића и Гобељића у казненом простору Радничког, досуђен је једанаестерац за Црвену звезду, који је у надокнади времена реализовао Ел Фарду Бен Набухан. Свој први гол у сезони и други у дресу Црвене звезде, Гобељић је постигао у петом колу првенства, против Чукаричког, када је након соло продора погодио за победу од 2ː1 на домаћем терену. Док је извештач Вечерњих новости за играча утакмице изабрао Вељка Симића, Спортски журнал је као најбољег на терену оценио Марка Гобељића, који се касније нашао и у тиму кола по избору истог листа. Након пласмана Црвене звезде у групну фазу Лиге шампиона, ремијем 2ː2 против Ред бул Салцбурга у гостима, Гобељић се нашао на коначном списку играча за ово такмичење.
Дана 26. септембра 2018, Гобељић је постигао први гол своје екипе у победи од 3ː0 на гостовању бившем клубу, Напретку у Крушевцу, током одложене утакмице 5. кола Суперлиге Србије. Гобељић је, потом, по други пут у сезони понео капитенску траку на утакмици 10. кола Суперлиге Србије, против екипе Младости из Лучана. Свој трећи погодак у сезони, Гобељић је постигао у победи од 3ː1 над екипом Рада, на утакмици 12. кола, одиграној 20. октобра 2018, док је неколико дана касније, 24. октобра одиграо своју прву утакмицу у групној фази Лиге шампиона, против Ливерпула на Енфилду, у оквиру трећег кола тог такмичења. Недељу дана касније, последњег дана октобра те године, Гобељић је постигао други гол своје екипе у победи од 3ː1 над ОФК Бачком из Бачке Паланке у оквиру 14. кола Суперлиге, након које је проглашен играчем утакмице. Ушавши у игру уместо повређеног Филипа Стојковића у 59. минуту утакмице против Ливерпула на стадиону Рајко Митић, 6. новембра 2018, Гобељић је допринео остваривању прве победе Црвене звезде у Лиги шампиона. Гобељић је на почетку другог круга такмичења на гостовању врањском Динаму, који је на тој утакмици био номинални домаћин на Градском стадиону у Сурдулици, по трећи пут у сезони понео капитенску траку. У улози капитена екипе одиграо је прво полувреме као десни бек, док је након уласка Ненада Милијаша и Стефана Хајдина у игру, током другог дела сусрета неко време провео на позицији штопера.

Можда још нисам ни свестан шта ми је пошло за руком. Тек кад ме људи зауставе на улици и питају како сам успео из те позиције да пробушим мрежу легендарног Италијана, схватим колико је то заправо било тешко. Док је лопта летела ка мени, нисам имао ни најмању дилему. Трудим се да сваку акцију завршим на најједноставнији начин. Не компликујем и кад год могу шутирам из прве. Мислим да Буфону само тако и може да се да гол. Помоћу интуиције и фактора изненађења.

—Марко Гобељић, март 2019.
На одложеној утакмици осмине финала Купа Србије, против екипе ТСЦ Бачке Тополе, одигране 21. новембра 2018, Гобељић је асистирао Вељку Симићу за други погодак тог играча на утакмици. Претходно је, на истом сусрету, Гобељић упутио кратку повратну лопту Зорану Поповићу, што је пресекао играч противничке екипе, Огњан Дамњановић. Судија Лазар Трипковић је на асистенцију помоћника, Слободана Павловића, свирао офсајд. Након утакмице 5. кола Лиге шампиона, против Наполија, на којој га је Владан Милојевић уврстио у стартну поставу уместо повређеног Филипа Стојковића, Гобељић је на сусрету 18. кола Суперлиге Србије, против Вождовца, забележио асистенцију за Лоренца Ебисилија. Свој 5. погодак у сезони, Гобељић је постигао на гостовању суботичком Спартаку, у оквиру следећег кола домаћег шампионата. Он је, потом, погодак постигао и у последњем колу групне фазе Лиге шампиона, против Париз Сен Жермена, 11. децембра 2018. Тако је постао четврти фудбалер Црвене звезде који је погађао мрежу противничких екипа у тој фази такмичења, после Марка Марина, Милана Павкова и Ел Фарду Бена.

На свим утакмицама, на којима је играо, увек је пружао свој максимум. Увек је био спреман, увек је давао све од себе и верујем да ће то тако бити и у наредном периоду.

—Митар Мркела, спортски директор Црвене звезде, приликом потписивања новог уговора са Гобељићем, фебруар 2019.
Почетком 2019, Гобељић се одазвао првој прозивци клуба у новој календарској години, са којим је касније прошао највећи део припрема на Кипру, односно Турској. Током припремног периода, Гобељић је наступио на пријатељским сусретима са Акритасом, Нордхаузеном, Аустријом из Беча, те званичним шампионом Прве лиге Бугарске, Лудогорецом из Разграда. Почетком фебруара исте године, Гобељић је напустио припреме, те се због истегнућа задње ложе вратио за Београд пре остатка екипе, ради третмана опоравка.

Нешто касније, Гобељићу је понуђен нови, троипогодишњи уговор са клубом, према ком су му годишњи приходи увећани на 200 хиљада евра. Постигнути договор је озваничен 20. фебруара 2019. Након повратка у тренажни процес, Гобељић је започео пријатељски сусрет са ИМТ-ом, 3. марта 2019, али је у 4. минуту те утакмице напустио игру услед обновљене повреде. После опоравка од повреде, Гобељић се по први пут нашао у протоколу на сусрету последњег кола регуларног дела првенства, против новосадског Пролетера. Тада је у игру ушао уместо Милана Гајића у 71. минуту, док је 11 минута касније асистирао Ричмонду Боаћију за коначних 4ː0 на том сусрету. На сусрету 35. кола, против лучанске Младости, Гобељић се нашао у стартној постави свог тима. У 69. минуту утакмице, судија Драган Чоловић показао му је други жути картон због симулирања, те је екипа остатак сусрета провела са играчем мање. Једини погодак на сусрету постигао је Милан Павков, чиме је Црвена зведа одбранила наслов шампиона државе.

#### Сезона 2019/20: стартна постава
Вансеријски таленат је нешто што на терену не може да се сакрије. Постоје играчи који једноставно одскачу и нико, осим њих самих, не може да их спута. Међутим, често се баш ти вансеријски таленти, знатно мање труде, а да би се таленат одржао, мора много да се ради. Чак и мојој генерацији у „Бубамари” било је неколико талентованије деце од мене, али управо рад и одрицање, довели су ме овде.

—Марко Гобељић, интервју за портал Круг, јул 2019.
Дана 9. јуна 2019, Гобељић је присуствовао првом окупљању екипе пред почетак припрема за такмичарску 2019/20. Убрзо затим, прошао је прву фазу припрема на Златибору, а онда је са екипом отпутовао и у Аустрију. Услед ротација у одбрамбеној линији, Милојевић је на припремним утакмицама Гобељића уигравао на позицијама десног бека и штопера. Гобељић је на отварању сезоне добио предност у односу на Филипа Стојковића на позицији десног бека у двомечу против литванске Судуве. На другој утакмици против тог клуба, 16. јула 2019, Гобељић је добио директан црвени картон у 60. минуту игре, након старта над Ваидасом Славицкасом. Током трајања суспензије, Гобељић је такође пропустио утакмицу против ивањичког Јавора на отварању сезоне у Суперлиги Србије, док је у другом колу, против Радничког из Ниша, сусрет провео на клупи за резервне фудбалере.
По истеку казне, Гобељић се у прву поставу свог клуба вратио на првој утакмици трећег кола квалификација за Лигу шампиона, против данског представника Копенхагена. На реванш сусрету против те екипе, Гобељић је био стрелац једног од погодака у пенал серији, након које је Црвена звезда трећи пут заредом осигурала пласман у групну фазу једног од европских такмичења. Недуго затим, Црвена звезда је у последњем колу квалификација елиминисала швајцарски Јанг бојс, те се Гобељић са клубом по други пут пласирао у Лигу шампиона. Претходно је, на првој од тих утакмица, одиграној у Берну, асистирао Матеу Гарсији за вођство од 2 : 1, а касније, на истој утакмици спречио трећи погодак домаће екипе. Према веб-сајту SofaScore, Гобељић је био међу најбоље оцењеним играчима гостујућег састава, поред Гарсије и Марина. Након одласка Филипа Стојковића из клуба, Гобељић је остао једини фудбалер који номинално наступа на позицији десног бека, међу пријављеним играчима за групну фазу Лиге шампиона.
Услед повреде задобијене на репрезентативном окупљању, Гобељићев наступ на гостовању Бајерну у Минхену био је неизвестан. На тој утакмици био је у стартној постави своје екипе, која је поражена резултатом 3 : 0. Гобељић је, потом, наступио и на првом Вечитом дербију те сезоне, а након пораза од екипе Партизана, према писању медија, поједини играчи кажњени су финансијски од стране клуба. Три дана касније, победом над екипом Вождовца на крову Тржног центра, Црвена звезда је заузела прво место на табели Суперлиге Србије, док је победом над Олимпијакосом у другом колу Лиге шампиона, Црвена звезда освојила прва три бода у групној фази тог такмичења. Свој први погодак у сезони, Гобељић је постигао у 12. колу Суперлиге Србије, чиме је потавио коначних 3 : 1 против екипе Рада на Стадиону Рајко Митић. Члан судијске комисије, Игор Радојчић, у анализи суђења на Арени спорт, закључио је да је Гобељић, пре ударца ка голу, играо руком, те да је главни судија у тој ситуацији погрешио, признавши погодак као регуларан. У четрнаестом колу лигашког такмичења, против екипе ТСЦ Бачке Тополе, након Гобељићевог покушаја, лопту је у сопствену мрежу скренуо играч противничког састава, Срђан Грабеж. Гобељић је са те утакмице изашао у 74. минуту, а уместо њега у игру је ушао Милан Гајић. Недељу дана касније, Гобељић је био у стартној постави у четвртом колу Лиге шампиона, против Тотенхема на Стадиону Рајко Митић, али га је на полувремену заменио Жандер. На куп сусрету са шабачком Мачвом, одиграном након репрезентативног окупљања у новембру, Гобељић је наступио као капитен екипе.
На затварању јесењег дела шампионата у Суперлиги Србије, против екипе Чукаричког, Гобељић је био асистент код сва три поготка своје екипе, за победу резултатом 3 : 1. Тако је по први пут у каријери био троструки асистент на једној утакмици, док га је већина медија оценила као најбољег појединца на терену. Током јесењег дела сезоне 2019/20, Гобељић је за Црвену звезду одиграо укупно 22 утакмица, постигао 1 погодак и уписао 5 асистенција у свим такмичењима. Након доласка Дејана Станковића на место шефа стручног штаба Црвене звезде, Гобељић се одазвао првој прозивци играча у 2020. години. Према процени спортског сектора, Гобељић је сврстан у групу фудбалера који немају дозволу за одлазак из клуба.
Гобељић је током припрема у Анталији најчешће наступао у одбрамбеном делу терена, док је претходно, након одласка Марка Марина из клуба, именован за једног од заменика капитена. На пријатељској утакмици против екипе Лудогореца из Разграда, Гобељић је био стрелац јединог поготка, за минималну победу свог тима. У наставку сезоне, Гобељић је свој први погодак на званичним сусретима у 2020. постигао у победи од 2 : 0 против Војводине, 22. фебруара. У следећем колу, асистирао је Бену за коначних 1 : 1 на гостовању Инђији. На 162. вечитом дербију, одиграном 1. марта 2020, Гобељић је забележио 100. званични наступ у дресу Црвене звезде, а пред почетак сусрета му је Бошко Ђуровски симболично уручио урамљен дрес са тим бројем и презименом на полеђини. Услед прекида првенства Србије, због проглашеног ванредног стања, Гобељић и Милан Родић су форму одржавали на Златибору. Према писању Спортског журнала почетком априла 2020, комплетан састав Црвене звезде пристао је на дупло мање приходе током другог квартала те године. Том приликом је Гобељић сврстан у групу фудбалера чија годишња плата прелази 300 хиљада евра, заједно са Миланом Павковим, Душаном Јованчићем и Миланом Родићем.
После паузе у првенству, фудбалери Црвене звезде су поново почели да тренирају у групама 4. маја 2020. године, а први заједнични тренинг одржан је недељу дана касније. Првенство Србије настављено је 30. маја, када је Црвена звезда гостовала екипи Рада, на Стадиону Краљ Петар Први на Бањици. Победом од 5 : 0, Црвена звезда је освојила трећу узастопну титулу шампиона Србије, укупно 31. у својој историји. На затварању сезоне, против новосадског Пролетера на Стадиону Рајко Митић, Гобељић није био у саставу Црвене звезде. Он је претходно тестиран на вирус корона, заједно са још неколико саиграча, те се није појавио ни на прослави шампионске титуле. Клуб се два дана касније огласио званичним саопштењем, у ком је наведено да су петорица играча добила позитиван налаз, а међу њима су били Марко Гобељић, Његош Петровић, Душан Јованчић, Марко Конатар и Бранко Јовичић. На 17 утакмица у Суперлиги Србије, Гобељић је постигао два поготка, а поред тога је наступио и на 12 континенталних сусрета, односно 3 у Купу Србије. Из тог такмичења Црвена звезда је елиминисана у полуфиналу, изгубивши од Партизана минималним резултатом. Последњег дана јуна, после поновног теста, Гобељићев налаз био је негативан.

#### Сезона 2020/21: дупла круна
Комплетан играчки кадар Црвене звезде поново је тестиран пред почетак нове такмичарске сезоне. Гобељићу, Јовичићу и Јованчићу поново је утврђен позитиван налаз, док су се у групи заражених нашли и Срђан Спиридоновић, Страхиња Ераковић и Вељко Николић. Њих шесторица се нису појавили на првој прозивци Дејана Станковића. Одређен им је двонедељни карантин, те се нису нашли међу путницима за базични део припрема на Дивчибарама. После једне седмице поново су урађени тестови, после којих је установљено да Црвена звезда више нема заражених фудбалера. Играчи који су били у изолацији прикључили су се тренинзима, али су пропустили прву припремну утакмицу, када је противник био ИМТ. Четири дана касније, Црвена звезда је минималним резултатом победила Металац у Горњем Милановцу. Гобељић је тада утакмицу почео на клупи за резервне фудбалере, а на терен је ушао у 65. минуту заједно са још 8 играча. Уз две раније промене, постава је у потпуности била различита од оне са почетка сусрета, а Гобељић је изласком Милана Борјана понео капитенску траку. Пред крај сусрета је забележио асистенцију за једини погодак који је постигао Никола Крстовић. На трећој припремној утакмици, против свог бившег клуба Напретка, Гобељић је у игру такође ушао са клупе. На отварању сезоне у Суперлиги Србије, против екипе Новог Пазара, Гобељић је у игру ушао у 75. минуту, уместо Милана Гајића. После тога, на наредна два сусрета, против нишког Радничког, а затим и Мачве у Шапцу, Гобељић је на терену провео по 90 минута. Против суботичког Спартака је поделио минутажу са Миланом Гајићем, док је на отварању квалификација за Лигу шампиона, против гибралтарског представника Европе, после првог полувремену прешао на леви бок. Након минималне победе над екипом Тиране, у другом колу квалификација за Лигу шампиона, а пре репрезентативне паузе у првенству Србије, Гобељић није био у саставу за сусрет са екипом из Бачке Тополе. По наставку првенства није био у протоколу ни за сусрет са Чукаричким. Иако је његов наступ и против Омоније био неизвестан због проблема са задњом ложом, Гобељић је пред пут на Кипар тренирао пуним интензитетом, где је одиграо читав сусрет. У плеј-офу за Лигу Европе Црвена звезда је елиминисала Арарат и пласирала се у групну фазу тог такмичења. Гобељић је по први пут у сезони понео капитенску траку против свог бившег клуба, Напретка, у 10. колу Суперлиге Србије. У стартној постави нашао се и на наредна два лигашка сусрета, укључујући 163. вечити дерби и окршај са ивањичким Јавором, док је у међувремену остао на клупи у 1. колу Лиге Европе против немачког представника Хофенхајма. Гобељић је након тога био у стартној постави и у 13. колу, када је био асистент Алекси Вукановићу за четврти погодак свог тима у победи од 4 : 1 над Радником у Сурдулици. Неколико дана касније уписао је асистенцију Гелору Канги против Гента у 3. колу Лиге Европе. Гобељић је и против Инђије у 14. колу Суперлиге Србије наступио на месту левог бека. Он је тада на полувремену заменио бонус играча Страхињу Ераковића, док је у 85. минуту био асистент код победоносног гола Дијега Фалчинелија. Након репрезентативне паузе у новембру, Гобељић је због повреде пропустио сусрет 15. кола Суперлиге, са Војводином у Новом Саду, односно гостовање Генту у 4. колу Лиге Европе. У састав се вратио за сусрет са Златибором, када је Црвена звезда обезбедила прво место на табели Суперлиге за први део сезоне. У наредном колу почео је сусрет са ОФК Бачком као капитен, али је на полувремену изашао из игре те га је на терену заменио Милан Гајић. Током првог дела сезоне за клуб је одиграо укупно 23 званичне утакмице у свим такмичењима.
После утакмице са Радничким у Нишу, на којој је у игру ушао са клупе, Гобељић је био стартер у шеснаестини финала Лиге Европе, против италијанског Милана. На тој утакмици добио је ударац у зглоб, па је сусрет у Суботици са тамошњим Спартаком пропустио и није тренирао неколико дана. Пред реванш у Милану, Гобељић је примио инјекцију за блокирање болова како би наступио на тој утакмици. На том сусрету, Гобељић је најпре играо руком у шеснаестерцу своје екипе, омогућивши тако једанаестерац из ког је домаћа екипа повела. Потом је у другом полувремену промашио гол противничке екипе након прилике која му се указала при резултату 1 : 1, док је недуго затим искључен због другог жутог картона. Тај резултат остао је на снази до краја утакмице, па је Милан уз 2 : 2 из Београда прошао даље према Правилу гола у гостима. Своју четврту асистенцију у сезони, Гобељић је забележио против Чукаричког у 26. колу Суперлиге Србије, када је учествовао код првог поготка на утакмици. Претходно је на полувремену заменио бонус играча Његоша Петровића који је сусрет почео на месту десног бека. Неколико дана касније, Гобељић је био асистент Алекси Вуковановићу код трећег поготка свог тима на одложеној утакмици 22. кола Суперлиге, против шабачке Мачве. Гобељић је капитенску траку Црвене звезде поново носио на одложеној утакмици четвртине финала Купа Србије, када је противник био ИМТ, члан Прве лиге Србије. На сусрету са Партизаном, 7. априла 2021, Гобељић је у завршници утакмице уместо Милана Родића при резултату 1 : 0. Исти је остао на снази до окончања догађаја, па је Гобељић на тај начин уписао своју прву победу над вечитим ривалом у дресу Црвене звезде. На првенственом сусрету са Радником из Сурдулице, на Стадиону Рајко Митић, бек гостујуће екипе Урош Стојановић играо је руком после Гобељићевог шута. Досуђени једанаестерац Филипо Фалко није реализовао. Минималном победом над Војводином у 34. колу, Црвена звезда је освојила четврту узастопну титулу шампиона Србије. Гобељић је тако уз Милана Борјана и Милана Родића учествовао у четири потпуне сезоне, док су учинак у свакој од њих имали још Ел Фарду Бен, Ричмонд Боаћи и Бранко Јовичић. У Финалу Купа Србије Црвена звезда је после пенал-серије била успешнија од Партизана и на тај начин освојила дуплу круну након 14 година. Гобељић је на терену заменио Милана Гајића у 72. минуту, а пред крај регуларног дела те утакмице добио је јавну опомену. Гобељић је током сезоне забележио укупно 40 наступа у свим такмичењима.

#### Сезона 2021/22: одбрана дупле круне
Гобељић је током припремног периода за нову сезону најчешће у игру улазио са клупе. Поред уводна два кола у Суперлиги Србије, пренео је суспензију од једне утакмице у европским такмичењима, па није наступио на првом сусрету са Каиратом у квалификацијама за Лигу шампиона. Свој први наступ за клуб забележио је у реваншу који је одигран на Стадиону Рајко Митић. Тада је на терену провео 58 минута, након чега га је заменио Милан Гајић. Претходно је му је показан жути картон, а био је асистент Филипу Фалку за коначних 5 : 0. Гобељић је у августу 2021. забележио свој 150. наступ за Црвену звезду, против свог бившег клуба, Напретка. После квалификационих утакмица, у којима се смењивао са Миланом Гајићем, Гобељић је одиграо читав сусрет са Брагом у првом колу Лиге Европе. SofaScore је Гобељића уврстио у тим другог кола тог такмичења, након победе Црвене звезде над Лудогорецом у Разграду. У завршници сусрета 4. кола Лиге Европе, када је Црвена звезда претрпела минимални пораз од Мидтјиланда на домаћем терену, Гобељић је искључен услед другог жутог картона. На последњем сусрету групне фазе Лиге Европе, Гобељић је скривио једанаестерац којим је екипа Браге повела. Коначних 1 ː 1 поставио је Александар Катаи, такође из пенала, чиме је Црвена звезда прошла директно у осмину финала тог такмичења. Током јесењег дела сезоне Гобељић је забележио укупно 19 наступа у свим такмичењима. У наставку првенства, Гобељић је остао ван протокола на уводне три утакмице. Као капитен је предводио екипу на контролном сусрету са Баском, а затим је на 166. вечитом дербију остао на клупи. Црвене звезда је нешто касније окончала своје учешће у Лиги Европе, док је Гобељић на још неколико утакмица био у протоколу. У игру је ушао уместо Милана Родића против Радничког у Нишу, на претпоследњем сусрету регуларног дела сезоне. Наступио је и у полуфиналу Купа Србије, заменивши Александра Драговића, током другог полувремена утакмице са Новим Пазаром. У финалу истог такмичења заменио је Милана Родића у 77. минуту. Црвена звезда је победом над Партизаном освојила Куп Србије, те је тиме одбранила прошлогодишњу дуплу круну. Претходно је освојена пета узастопна титула шампиона државе. У другом делу сезоне, а пред истек уговорне обавезе, Гобељић није имао велику минутажу.

#### Сезона 2022/23: нови уговор
Средином јуна 2022. спортски директор Црвене звезде, Митар Мркела, изјавио је да је Гобељић потписао нови уговор на две године. То је, недуго затим, озваничено. Услед одлазака Милана Гајића и Кристијана Пичинија, Гобељић је остао једини фудбалер који номинално наступа на позицији десног бека. У реванш сусрету 3. кола квалификација за Лигу шампиона, са екипом Пјуника, Гобељић је асистирао Милану Павкову за коначних 0 : 2. После двомеча са Макабијем из Хаифе у ком није наступио, Гобељић се нашао у поставци новог тренера, Милоша Милојевића на сусрету са екипом Јавора. Тада га је најпре Милан Марчић надскочио приликом изједначујућег поготка гостујуће екипе, док је Гобељић затим асистирао Стефану Митровићу за други погодак Црвене звезде у победи од 4 : 1. На 168. вечитом дербију је у игру ушао са клупе. Током сусрета 3. кола Лиге Европе, против Ференцвароша, Гобељић је упутио центаршут у акцији која је претходила досуђеном једанаестерцу за Црвену звезду те био асистент Александру Катаију код трећег поготка. У извештајима са утакмице био је међу најбоље оцењеним фудбалерима.
Неколико дана касније, Гобељић је био двоструки стрелац на првенственом сусрету са суботичким Спартаком. Тако је по први пут у својој професионалној каријери постигао два поготка на истој утакмици. Услед тог учинка изабран је за играча 14. кола домаћег шампионата. У наредном колу, против Радничког у Крагујевцу, показан му је 4. жути картон у сезони, због чега је пропустио сусрет са Војводином одигран неколико дана касније. Носио је капитенску траку на ревијалном сусрету са екипом Рађевца у Крупњу, док је на пријатељској утакмици са Зенитом у Санкт Петербургу асистирао Ибрахиму Мустафи за једини погодак у поразу Црвене звезде. Према званичној клупској статистици, рачунајући и пријатељске сусрете, Гобељић је закључно са новембром 2022. одиграо 226 утакмица и постигао 12 погодака. Током зимске паузе у сезони, Црвена звезда је на позицији десног бека довела још два фудбалера, Лазара Николића и Алекса Вига који је добио предност на том месту. Гобељић је у фебруару 2023. био стрелац на пријатељском сусрету с екипом Торлака. Носио је капитенску траку и на пријатељској утакмици са Модричом у марту исте године. Освајањем 34. шампионске титуле, Борјан, Гобељић, Родић, Срнић и Бен достигли су Рајка Митића по броју трофеја у домаћем првенству. Освајањем Купа Србије, Гобељић је постао део генерације која је освојила трећу узастопну дуплу круну, што се догодило по први пут у историји клуба. Током пролећног дела сезоне није наступао на званичним утакмицама све до последњег кола првенства, када је ушао у игру против Новог Пазара.
Након именовања Барака Бахара на место шефа стручног штаба Црвене звезде, Гобељић је наступио на утакмици са селекцијом Града Ужица. У игру је ушао у другом полувремену и постигао погодак за коначних 3 : 1 у корист своје екипе. Неколико дана касније, саопштено му је да није у даљим плановима због чега није био у саставу за припремни турнир у Санкт Петербургу. Клуб је напустио почетком септембра 2023. године у својству слободног играча.

### ОФК Београд
Дана 3. јула 2024. године Марко Гобељић је представљен као нови фудбалер ОФК Београда, клуб који се у том тренутку такмичи у Првој лиги Србије.

### Кифисија
Дана 12. септембра 2023, Гобељић је представљен као нови фудбалер Кифисије. Тај клуб је претходно остварио пласман у Суперлигу Грчке. Према писању медија, сарадња је договорена на годину дана. Дебитовао је у поразу од Олимпијакоса на Стадиону Караискакис, заменивши на терену Јаниса Масураса након једног часа игре.

## Репрезентација
У тексту Ибарских новости из марта 2005. године, Гобељић је наведен као играч који је редовно селектиран у репрезентацију Србије свог узраста. Након одустајања неколицине фудбалера, селектор репрезентације Србије, Славољуб Муслин, накнадно је упутио позив Гобељићу за пријатељску утакмицу селекције играча из домаћег такмичења против екипе Катара, 29. септембра 2016. Гобељић је за репрезентацију дебитовао ушавши у игру уместо Огњена Ожеговића на почетку другог полувремена. Крајем јануара 2017. године, Гобељић је такође добио позив за ревијалну утакмицу против Сједињених Америчких Држава. Утакмицу је почео као нападач, а по изласку Александра Палочевића из игре у 64. минуту утакмице, носио је капитенску траку. У 85. минуту утакмице заменио га је Марко Клисура. Почетком 2019. године, Гобељић је добио позив Младена Крстајића за пријатељске утакмице против селекција Сент Китса и Невиса, односно Барбадоса, на Карибима. Сусрети су средином јануара отказани, услед немогућности домаћина да затвори финансијску конструкцију тих догађаја. У августу 2019. Гобељић се нашао на првом списку новог селектора, Љубише Тумбаковића. На утакмици против Португалије, одиграној 13. септембра, Гобељић је био на клупи за резервне фудбалере. Касније се повредио, те пред сусрет са екипом Луксембурга није тренирао. Гобељић је, потом, такође добио позив и за репрезентативно окупљање у октобру, заједно са саиграчима Миланом Павковим и Немањом Милуновићем. Под вођством Тумбаковића по први пут је наступио на пријатељском сусрету са селекцијом Парагваја, одиграном на стадиону Младост у Крушевцу, када је на почетку другог полувремена заменио Немању Милетића на месту десног бека.
У новембру 2019. Гобељић се такође нашао на списку Љубише Тумбаковића. Иако је најпре саопштено да је играч изостао са окупљања због повреде, накнадно је објављена информација да се налази међу фудбалерима у тренажном процесу. Гобељић није био у протоколима утакмица против Луксембурга и Украјине, те до краја календарске 2019. није наступао на такмичарским сусретима националног тима. Према писању медија, Тумбаковић је у септембру планирао да позове Родића, Гобељића и Катаија из Црвене звезде за утакмице у Лиги нација, али је клуб захтевао да они буду ослобођени обавеза. Селектор Драган Стојковић позвао је у састав репрезентације за пријатељску утакмицу са екипом Сједињених Америчких Држава у јануару 2023. четири фудбалера Црвене звезде, међу којима је био и Гобељић. Међутим, како у питању није био ФИФА термин, клуб је задржао играче током зимских припрема.

## Анализа игре
За Гобељића не постоји примарна позиција. Мени, као тренеру, драго је што је Марко поливалентан играч, то значи да може да одговори свим захтевима у датом тренутку. Поседује добре офанзивне и дефанзивне карактеристике, добро се служи обема ногама, има добру перцепцију игре. Што је добро, јер има доста фудбалера научених да играју на једној страни, због чега се лоше сналазе на другој, јер су покрети другачији. Срећан што имам оружје у имену Гобељић. Суво злато! Омогућава вам да извршите такозване „унутрашње“ измене, мењате систем током утакмице. Није ни њему лако... Захтевно је кад се мењају позиције, осећаш се помало нелагодно пошто не знаш шта ти је право место. Баш из разлога што има лепезу поливалентности не зна се коју позицију тачно покрива. У Напретку је играо „високо“, у систему 3-5-2, лидер је ове генерације, а да нам је потребан голман, први би рекао да ће бранити. Увек је стављао тим испред себе, што у колективном спорту има велику вредности. Највише му одговара позиција десног бочног играча. Гобељић поседује велики потенцијал и искристалисаће се позиција у будућности. Реч је о репрезентативном калибру. Можда је решење да буде десни бек најјаче селекције.

—Владан Милојевић, тренер Црвене звезде, јануар 2019.

### Почеци и развој
Директор краљевачке Бубамаре, Зоран Тошић, године 2005. је генерацију играча састављену од узраста 1992. и 1993. годишта означио као најталентованију и најбољу за протеклих 14 година од оснивања те школе фудбала. Гобељић се током каријере афирмисао као универзални играч, способан да покрије већину позиција на терену. Кроз млађе категорије и први тим матичне Слоге развијао се као централни везни играч, играо на позицијама леве и десне полутке, да би неко време провео на позицији десног бека. На тој позицији је, касније, неретко наступао у Напретку, односно Црвеној звезди. У дресу Слоге је, такође, на једној утакмици принудно одиграо и као централни дефанзивац. Током треће сезоне у Напретку, тадашњи тренер екипе, Драган Ивановић, померио је Гобељића у нападачку линију, где је углавном наступао као полушпиц или крило. По преласку у Црвену звезду, Владан Милојевић је Гобељића користио на више позиција, укључујући позицију задњег везног, односно левог бека, на којој претходно није наступао. Селектор Славољуб Муслин Гобељића је у репрезентацији Србије користио као централног нападача и офанзивног везног играча.
На почетку каријере, играјући за Слогу, Гобељић је у српској лиги углавном носио бројеве 2, 4, 8, или 11. Како су бројеви тада били традиционално поређани од 1 до 11, најчешће су зависили од позиције у тиму. Након уласка екипе у виши ранг, Гобељић је у Првој лиги носио дрес са бројем 7, за који је касније рекао да представља његов срећан број. Прешавши у Напредак, изабрао је да носи број 77 на дресу, а исто је учинио и у Црвеној звезди.
У својој 24. години, Гобељић је описан као један од најбољих фудбалера Суперлиге Србије. Окарактерисан је као играч кога одликују изузетне физичке предиспозиције, способност да игра на различитим позицијама, борбеност, као и велики радијус кретања. Тада је такође наглашено да поседује брзину, снагу, добру технику и дефанзиву.

### Каснији наступи

#### Период Владана Милојевића
Као играч Црвене звезде, Гобељић је на гостовању свом бившем клубу, Напретку, у Крушевцу, током одложене утакмице 5. кола Суперлиге Србије, за сезону 2018/19. постигао погодак са раздаљине од око 25 метара. Лопта је тада завршила у горњем десном углу гола Николе Петровића, а шут Гобељића је у медијима представљен као спектакуларан и упоређен са пројектилом, те означен најефективнијим у његовој дотадашњој каријери.
Након резултата 1 : 4 на сусрету са Париз Сен Жерменом у оквиру последњег кола групне фазе Лиге шампиона 2018. године, у ком је Гобељић постигао једини погодак за Црвену звезду, њему је француски спортски лист Франс фудбал (фр. France Football) доделио оцену 6, што је била највиша појединачна оцена играча домаћег тима. У образложењу је наведено да је Гобељић, поред гола који је постигао, вршио константан притисак и имао неколико продора по десном боку, те је на тај начин често потискивао Нејмара на половину ПСЖ-а. Забележио је, такође и три успешна одузимања лопте, што је био други најбољи учинак у том сегменту на утакмици.

Одлично се сналази на обе позиције. На левом беку је више посвећен дефанзиви, остаје на нашој половини и одговорнији је. Кад игра десно, воли да се појављује у средини, што је доказао великим бројем голова.

—Вујадин Савић, о Гобељићу на бековским позицијама, јануар 2019.
У анализи учинка Звездиних играча након завршетка такмичења у Лиги шампиона, новинар листа Блиц, Александар Пијевац, Гобељића је описао као једног од ретких играча из одбрамбеног дела терена који има дрскост да ризикује, уз констатацију да у неким ситуацијама претерује. Почетком 2019, у прилогу за клупску телевизију под називом „Универзални војник“, о Гобељићевим квалитетима говорили су тренер Владан Милојевић и саиграч Вујадин Савић. Са шест погодака, колико је постигао током такмичарске 2018/19, Гобељић је те сезоне био најефикаснији играч одбрамбене линије Црвене звезде.
На почетку такмичарске 2019/20, Гобељић се усталио на месту десног бека, а након одласка Филипа Стојковића и изостанка Милана Гајића са списка лиценцираних играча, остао је једина опција за ту позицију у Лиги шампиона. На неким утакмицама, тренер Владан Милојевић примењивао је формацију са три одбрамбена фудбалера, уз два спољана играча, а без класичних крила, те је Гобељићу дозвољавао већу ширину и дубину у игри. На првом сусрету последњег кола квалификација за то такмичење, против швајцарског представника, Јанг бојса, Гобељић је уписао асистенцију за свој тим, а затим спречио трећи погодак противничке екипе. Тада је, према оцени веб-сајта SofaScore, био међу најбољим фудбалерима гостујућег састава, поред Матеа Гарсије и Марка Марина.

Играо сам бека, али сам стајао високо. Шефова идеја је била да их нападнемо по боковима, тако да смо и Родић и ја имали задатак да идемо напред и центаршутевима покушавамо да “сломимо” одбрану гостију. Управо сам код постигнутог гола стајао високо и драго ми је што сам вечерас постигао првенац.

—Марко Гобељић о поготку против Рада, октобар 2019.
Гобељић је, због повреде задобијене на репрезентативном окупљању у септембру 2019. био ван екипе, због чега је његов наступ на отварању групне фазе тог такмичења био неизвестан. Гобељић је на утакмици првог кола, против Бајерна у Минхену, био у стартној постави Црвене звезде. Првотимац домаће екипе, Иван Перишић, упутио је центаршут за вођство своје екипе, након претрчавања Гобељића по боку, док је Роберт Левандовски постигао други погодак за домаћи састав услед Гобељићеве директне грешке. Гобељић је пропуст касније образложио падом концентрације. Гобељић је у 15. колу Суперлиге Србије, на утакмици против екипе Рада, постигао свој први погодак за такмичарску 2019/20. Акције Црвене звезде тада су најчешће организоване по боковима, те је Гобељић са позиције десног бека нападао противничку половину.

Као крило може да прође, као бек – никако! Његов максимум је Суперлига, да није за Лигу шампиона је поново доказао. Комично је деловао у Лондону Марко Гобељић. Играчи Тотенхема су га препознали као најслабију карику Звездиног тима и нападали су га у таласима. Изгубио се на терену у првих 16 минута. Потпуно је промашио позицију код гола Сона, испратио је погрешног играча и Корејац је остао сам на стативи. После тога је имао неколико добрих излетања на противничку половину и неколико солидних шутева. Међутим, то није његов примаран посао. Задатак као беку му је да затвори нападе ривала по десној страни црвено-белих. Не да то није урадио, већ је директан кривац за најмање три гола “певаца”! [Sic]

—Страхиња Милићевић, новинар портала Maxbet sport, о игри Гобељића на гостовању Тотенхему, октобар 2019.
Неколико дана касније, Гобељић је са Црвеном звездом гостовао Тотенхему у трећем колу Лиге шампиона. Он се на тој утакмици више пута појављивао у завршници напада свог тима. Уз шутеве ка голу који је чувао Пауло Гацанига, имао је неколико неуспешних асистенција. Са друге стране, његови преласци на противничку половину, отварали су простор за крилног нападача домаће екипе, Сона Хјунгмина, који је на том сусрету био стрелац два поготка. Уз брзину, коју је користио приликом контри, Сон је акције завршавао без директног чувара. Коначних 5 : 0 на сусрету, Хари Кејн је поставио ударцем Гобељићу кроз ноге у супротан угао гола Милана Борјана. И док је у медијима похваљен за труд и понављање у нападачким акцијама свог тима, Гобељићу су замерени пропусти код голова, укључујући и праћење Делеа Алија ка средини терена, код другог гола Тотенхема, што је омогућило да Сон остане сам код десне стативе гола Црвене звезде и реализује акцију свог тима. Исти играч је по окончању сусрета изабран за најбољег појединца на терену. Док је на порталима SofaScore и Дејли мирор сврстан у групу лошије оцењених играча гостујућег састава, Гобељић је од Вечерњих новости добио оцену 5,5, нешто слабију од имењака Марина, док су остали играчи Црвене звезде оцењени петицама. Дарјан Недељковић, новинар портала Моцартспорт, Гобељића је описао као играча Црвене звезде који је показао највише енергије на утакмици, уз неколико конкретних покушаја ка противничком голу. Са друге стране, назначио је да му је у одбрани сметало и лоше кретање везног фудбалера Хосеа Алберта Кањаса.
Страхиња Милићевић, уз оцене играча на Максбет спорту, Гобељићеву партију окарактерисао је као врло лошу, уз констатацију да се неретко налазио ван позиције, те да је већина погодака постигнута након његових пропуста. У следећем колу, против истог ривала, Гобељић је, уз помоћ крилног фудбалера, Матеа Гарсије, током првог дела сусрета неутралисао нападе Сона. На полувремену га је заменио Жандер, левоноги играч који најчешће наступа на супротној страни терена. Црвена звезда је у другом сусрету претрпела нови пораз, разултатом 4 : 0. Већи број спортских медија је, након минималног пораза од Олимпијакоса и елиминације Црвене звезде из европских такмичења, Гобељића оценио као најбољег појединца у редовима гостујућег састава, уз голмана Борјана. Гобељић је био иницијатор акције приликом које је Марко Марин срушен у шеснаестерцу Олимпијакоса, а једанаестерац промашио Томане. Поред тога, на утакмици се више пута појављивао на противничкој половини, док је у одбрамбеној линији свог тима спречио неке од прилика Олимпијакоса.

#### Период Дејана Станковића
Током припремног периода на почетку 2020, нови тренер Црвене звезде, Дејан Станковић, Гобељића је користио на позицији десног бека, као и десног штопера у формацији 3-4-3. Иако је Црвена звезда углавном номинално почињала утакмице са четири играча у одбрамбеном делу терена, формација се кроз игру трансформисала, у зависности од фазе напада. На тај начин је бек са супротне стране терена добијао више простора за деловање ка противничкој половини. Такође, уколико је леви бек остајао у одбрани, Гобељић је играо истуреније, па је екипа тако стварала вишак приликом организовања акција. На уводна три кола пролећног дела сезоне, Црвена звезда је постигла укупно 5 погодака. Гобељић се често понављао у нападачким акцијама, уписавши гол и асистенцију, те је означен као један од најпродуктивнијих играча своје екипе у том периоду. Његов погодак против Војводине, изабран је за најлепши гол 22. кола Суперлиге, због чега је добио награду Фудбалског савеза Србије. Тада је искористио слободан простор на десној страни напада своје екипе и након продора, погодио супротан угао гола Емила Роцкова.
Међу оценама играча 162. вечитог дербија, Гобељић је означен као играч који је одрадио тактички део задатака у одбрани, затворивши своју страну за продоре Такуме Асана. Са друге стране, замерено му је недовољно учешће у нападима, односно недостатак конкретног доприноса на том пољу.

Гобељић је више крило него бек, иако је брз и може да трчи три дана, не може све да стигне...

—Милорад Косановић, пред вечити дерби, јун 2020.
Према анкети коју је спровео портал Моцартспорт, од марта до априла 2020, Гобељић се нашао на другом месту, иза Филипа Стојковића, у избору за најбољег десног бека у протеклој деценији. Нешто мање гласова од Гобељића добио је Нејц Печник, који је повремено наступао на тој позицији током 2014. године, док су у конкуренцији били још Марко Вешовић и Марко Петковић.
Како је Гобељић пропустио почетак летњих припрема 2020. године, услед позитивног теста на вирус корона, Дејан Станковић је током истих уигравао Милана Гајића као стартну опцију на месту десног бека. Сходно томе, Гајић је био у првој постави екипе и на отварању такмичарске 2020/21. у Суперлиги Србије, али је Гобељић на наредне две утакмице поново добио предност у односу на конкурента за ту позицију. Портал Телеграф је уочи сезоне направио поређење играчких кадрова вечитих ривала, према ком је процењено да је Црвена звезда нешто квалитетнија на позицији десног бека у односу на Партизан. Предност је тада Гобељићу и Гајићу због тога што је Немања Милетић превасходно рачунат као централни одбрамбени фудбалер, а да се Александар Лутовац развијао играјући на крилној позицији. На отварању квалификација за Лигу шампиона за такмичарску 2020/21, против гибралтарског представника Европе, Гобељић је после првог полувремену прешао на леви бок. Милан Гајић је у току паузе заменио имењака Родића, а на терену је заузео место које је Гобељић покривао у првом полувремену. За разлику од неких претходних утакмица када су обојица истовремено била на терену, приликом којих је углавном Гајић играо као леви бек, Станковић је Гобељића преместио на супротну страну терена, где се придодавао везном реду. Након минималне победе над екипом Тиране, у другом колу квалификација за Лигу шампиона, игра Црвене звезде окарактерисана је као лоша. У већини српских медија који су давали појединачне оцене играчима, Гобељићу је замерен недостатак употребљивог центаршута, уз констатацију да је тај проблем постојао и у претходном периоду. И након наредног кола квалификација, када је Црвена звезда испала из такмичења од кипарске Омоније, Гобељићу је такође замерен недостатак употребљивог центаршута, као и реакција код поготка противничке екипе. У медијима се нашао међу слабије оцењеним играчима. Гобељићу је у новинским извештајима и надаље замерано на лошој форми, неупотребљивим центаршутевима и неискоришћеним приликама на 163. вечитом дербију, односно на сусрету са ивањичким Јавором, завршеним без погодака. Пошто је надаље Милан Гајић добио предност у односу на десном боку, Гобељић је две узастопне утакмице одиграо на левој страни уместо повређеног Милана Родића и на обе забележио по асистенцију. Међутим, иако је покренуо акцију, а затим упутио лопту коју је Гелор Канга искористио за вођство Црвене звезде против Гента у 3. колу Лиге Европе, противничка екипа је углавном нападала по страни коју је он покривао. То је проузроковало да се Александар Катаи враћа у одбрану. Гобељићу је поред тога замерен и промашај из 64. минута. Помоћни тренер Небојша Милошевић, који је водио Црвену звезду на тој утакмици, похвално је говорио о Гобељићевој игри. Неколико дана касније, Гобељић је и против Инђије играо као леви бек, те је на трећој утакмици заредом уписао асистенцију. Према писању медија, Гобељић је по истеку календарске 2020. добио дозволу да напусти клуб. Наведено је да тренер Станковић поред Милана Гајића, који је у међувремену постао први избор на десном боку, као опцију за спољног играча у формацијама 3-4-2-1 и 3-5-2 рачуна Аксела Бакајока, као и Славољуба Срнића. Новинар портала Моцартспорт, Дарјан Недељковић, Гобељићу је за општи утисак у току првог дела сезоне доделио оцену 6, колико је добио и Гелор Канга, односно бонус играчи Страхиња Ераковић, Жељко Гаврић, Андрија Радуловић и Никола Крстовић. Закључио је да су на пад његове форме утицали вирус корона, повреде примицача и листа, те извесни психолошки притисак који се испољавао у играма које је приказивао.
Током припрема у Анталији, Гобељић је утакмицу против Академије Пандев почео као један од тројице фудбалера у последњој линији. Иако Милан Борјан на том сусрету није бранио, капитенску траку носио је Вељко Николић. Како Црвена звезда у зимском прелазном року није мењала играче у последњој линији тима, Милан Родић је остао једини леви бек у екипи, па су по потреби на том месту наступали играчи из постојећег кадра. Новинар портала Максбет спорт, Страхиња Милићевић, у свом тексту је почетком фебруара 2021. указао на статистички лош учинак бекова Црвене звезде и Партизана. Гобељић је у том тренутку на 129 одиграних утакмица забележио укупно 17 асистенција.
У шеснаестини финала Лиге Европе, против италијанског Милана, Гобељић је добио предност на месту десног спољног играча у односу на Милана Гајића. Тада је био један од тројице фудбалера у саставу Црвене звезде који су пренели жути картон из групне фазе такмичења. Према писању медија, стручни штаб на челу са Дејаном Станковићем донео је такву одлуку сматрајући да Гобељић има више искуства на утакмицама високог интензитета и играча сличног профила Теу Ернандезу. Међутим, Ернандез се више пута понављао по тој страни терена, а изнудио је и једанаестерац за свој тим који је затим успешно реализовао. Међу појединачним оценама са утакмице, извештачи са утакмице су констатовали да таква тактичка замисао тренера Станковића није успела. Услед суспензија Немање Милуновића и Милана Родића, стручном штабу су на располагању за реванш остала четворица одбрамбених играча. Тако је у неким најавама утакмице Гобељић пројектован као десни штопер, уз Панкова и Дегенека, а Славољуб Срнић на месту левог бека. На утакмици је, међутим, Секу Саного имао нешто повученију улогу, док је Гобељић почео на левој страни терена. Станковић је тада почетну за почетну формацију изабрао 4-3-3, што се касније померањима на терену трансформисало у 3-5-2. Милан је повео у 8. минуту, голом Франка Кесија из једанаестерца, ком је претходило Гобељићево играње руком у шеснаестерцу гостујуће екипе. До краја утакмице, Гобељић је при резултату 1 : 1 промашио гол Ђанлуиђија Донаруме из непосредне близине, а затим је у 70. минуту искључен услед другог жутог картона. Сходно пропустима, Гобељић је у свим извештајима са утакмице означен као најлошији појединац на терену.

Ако хоћемо реално да причамо, имао сам четири дефанзивца за ову утакмицу. Не знам с ким бих заменио Гобељића... И Срнић је имао жути картон, па сам одабрао реалније и оставио одбрамбеног играча.

—Дејан Станковић, о отисцима са гостовања Милану.
Говорећи о догађајима са утакмице, Бошко Ђуровски је изнео мишљење да је шанса коју је Александар Катаи претходно имао била изгледнија, те да је Црвена звезда имала прилике да раније реши утакмицу. За Гобељића је рекао да није играч нападачког формата, те да није захватио лопту на прави начин. С друге стране, иако су се критичари усагласили да је Гобељићева партија директно утицала на елиминацију Црвене звезде из даљег такмичења, новинар Дејан Прлина је на Максбет спорту закључио да он не сноси одговорност што је играо на позицији која му не одговара. Такође, његов колега са портала, Александар Остојић, сматрао је да је Гобељићево искључење последица блажих критеријума које судије примењују у Суперлиги Србије у односу на европске утакмице. У свом тексту је сумирао да Гобељић на 93 утакмице у домаћим такмичењима никада није искључен, а да су му за то време у континенталним такмичењима показана три црвена картона. На званичном веб-сајту Црвене звезде су након утакмице 28. кола Суперлиге Србије објављени статистички параметри Гобељићевог учешћа у игри против екипе Младости из Лучана, мерени апликацијом компаније 
InStat. У тексту је наведено да је подједнако добро учествовао у фазама одбране и напада, уз висок проценат добијених дуела и прецизних додавања ка саиграчима. На порталу Информера су претходно појединачно оцењени играчи домаћег састава, где је Гобељић означен као један од лошијих играча на том сусрету. Такође му је замерена реакција код првог поготка Рада у 35. колу Суперлиге, када је Немања Младеновић прошао по његовој страни и потом савладао Милана Борјана. Као и на неколико сусрета раније у току сезоне, Гобељић је тада наступио на месту левог бека, док је Младеновић изабран за играча кола.

## Ван терена

### Приватно
Гобељић је одмалена навијач Црвене звезде. Тиме је објаснио и зашто није желео да прослави погодак у дресу Напретка из Крушевца на отварању сезоне 2016/17, против Црвене звезде на стадиону Рајко Митић. Надимак му је Гобеља, а изјашњава се као православац. Медији су у јулу 2020. године, када је Гобељић био на припремама са својим клубом, пренели да је фудбалер отпочео везу са певачицом Катарином Грујић. Неколико месеци касније објављено је да пар заједно живи у Гобељићевом стану на Вождовцу, док је почетком јуна 2021. Гобељић запросио Катарину Грујић. Пар се венчао крајем августа исте године. Средином децембра добили су ћерку Катју. У прилогу Хет-трик на јутјуб каналу Zvezda Kids Гобељић је рекао да је завршио факултет.

### Друштвено
Гобељић користи неколико друштвених мрежа, преко којих комуницира са својим пратиоцима. Воли да пева, што повремено чини у друштву пријатеља и приликом прослава. Преласком у Црвену звезду стекао је популарност међу навијачима, чиме се број пратилаца његовог Инстаграм профила неколико пута увећао. Како важи за позитивну личност, Гобељић је брзо изградио добар однос са саиграчима и почео да утиче на атмосферу у свлачионици. Гобељићев случајан избор доњег веша са амблемом Бетмена на утакмици са Краснодаром, након ког се екипа Црвене звезде пласирала у групну фазу Лиге Европе лета 2017, постао је предмет пошалица навијача. Он је касније идентичан комад одеће, као своју талију, облачио приликом свих важнијих утакмица. Гобељић је представљен међу 1158 јавних личности које су подржале листу Александар Вучић - Зато што волимо Београд, односно коалицију окупљену око Српске напредне странке на београдским изборима, 2018. године. Средином маја исте године, Гобељић је подржао кампању за вакцинацију деце у циљу борбе против епидемије малих богиња. Иако није био у саставу делегације Црвене звезде која је у оквиру акције посета основних школа у Београду обишла установу „Светозар Марковић“ на Врачару, неки од ученика ове институције Гобељића су поздравили навијачком паролом „Узео си трофеј Гобеља...“ Приликом прославе титуле шампиона Србије у фудбалу за сезону 2017/18, Гобељићев тадашњи саиграч, Александар Пешић, описао га је речима „Гоби има једну ману, најбољи је на Балкану“, што је касније усвојено међу навијачима. Након успешне сезоне Црвене звезде, градоначелник Краљева, Предраг Терзић, организовао је пријем за суграђане који наступају за овај клуб, а ком се Гобељић одазвао заједно са Урошем Рачићем. Гобељић је, заједно са председником Црвене звезде, Светозаром Мијаиловићем и саиграчем Филипом Стојковићем, угостио децу оболелу од Булозне епидермилозе у клупском музеју крајем јула 2018 године, у виду подршке борби против те болести. Дан након свог 26. рођендана, Гобељић се нашао у реклами за мтс телевизију, у којој су заступљени и тренер Црвене звезде, Владан Милојевић, као и фудбалер Ел Фарду Бен Набухан. Неколико дана касније Гобељић је са саиграчима Борјаном, Савићем и Стојковићем гостовао у првој епизоди десете сезоне емисије Вече са Иваном Ивановићем, приказаној 21. септембра 2018. године. Након одласка Горана Чаушића, Вујадина Савића и Филипа Стојковића из клуба, Гобељић је остао једини из групе играча који су се називали „Гардистима“. Такође, после прве утакмице у Лиги шампиона, против екипе Наполија, Гобељић је попут осталих играча, који су се нашли у протоколу, донирао дрес у хуманитарне сврхе. Након шест примљених погодака од минхенског Бајерна и без постигнутог гола на том сусрету, што је представљало најтежи пораз у историји континенталних утакмица Црвене звезде, Гобељић је, заједно са саиграчима, Милошем Дегенеком, Марком Марином и Миланом Борјаном, упутио извињење навијачима и позвао их на наредни такмичарски сусрет. Почетком 2020. године, Марко Гобељић је донирао комплет опреме омладинској школи свог матичног клуба, Слоге из Краљева. У марту 2020, Гобељић је, заједно са саиграчем Милошем Вулићем, обишао ученике основне школе „Влада Аксентијевић“ на Палилули, којима су поделили аутограме. Гобељић је победу над екипом Тиране, у другом колу квалификација за Лигу шампиона, посветио Марку Ивковићу Јагоди. У име Црвене звезде, Гобељић је у новембру 2020. уручио 23 сезонске улазнице медицинском особљу Института за ортопедију Бањица. Након Гобељићевих пропуста на Стадиону Сан Сиро, који су у великој мери утицали на резултат који је Црвена звезда остварила на гостовању Милану и каснију елиминацију из Лиге Европе, фудбалер је био мета прозивки на друштвеним мрежама и интернет порталима. Гобељић је због тога забранио коментарисање на свом Инстаграм профилу, док му је речи подршке упутио капитен Милан Борјан. Навијачи Црвене звезде су дочекали фудбалере по повратку из Милана и том приликом скандирали Гобељићу у знак подршке. На северној трибини стадиона је током квалификационе утакмице против Клужа, у августу 2021. истакнута слика Милана Борјана и Марка Гобељића у склопу кореографије. Навијачи су услед Гобељићевог запаженог издања на сусрету 3. кола Лиге Европе за сезону 2022/23, против Ференцвароша скандирали његов надимак. Тренер Милош Милојевић је у изјавама за медије упоредио игру неколицине својих првотимаца с куповином нових играча због значајног раста самопоуздања у односу на претходни период.

### Контроверзе
Тужно је што се догодило, надам се да ће играч који је направио онај старт добити што дужу казну. Такав старт није у реду. То не говорим зато што сам љут, већ зато што је повреда тешка. После оваквих повреда играч не може да игра годину или две, питање је да ли ће икад више заиграти.

—Владимир Чебурин, тренер Судуве
На другом сусрету са литванском екипом Судуве, одиграној у оквиру првог кола квалификација за Лигу шампиона, 2019. године, Гобељић је добио директан црвени картон. Он је са те утакмице искључен након непрописног старта отвореним ђоном над противничким играчем Ваидасом Славицкасом, који је том приликом задобио двоструки прелом потколенице. Иако је главни арбитар на тој утакмици, Адам Фаркаш, Гобељићу испрва показао картон жуте боје, одлуку је преиначио због тежине повреде. Гобељић је на тај начин добио свој други црвени картон у европским такмичењима, након искључења на свом дебитантском наступу против малтешке Флоријане. Славицкас је одвезен са терена у болницу, док се Гобељић након сусрета извинио противничкој екипи. Шеф стручног штаба Црвене звезде, Владан Милојевић, рекао је да је Гобељић остао у психичком растројству, те се и сам извинио због поменуте ситуације. Тренер гостујућег тима, Владимир Чебурин, апеловао је на дисциплинску комисију Уефе да казна за Гобељића буде што дужа, због постојања могућности принудног завршетка играчке каријере тада тридесеттрогодишњег Славицкаса.
Делегација Црвене звезде, коју су чинили Гобељић, спортски директор Митар Мркела и генерални директор Звездан Терзић обишла је повређеног Славицкаса након операције, а том приликом уручен му је дрес београдског клуба са потписима свих играча. Црвена звезда се обавезала да литванском фудбалеру у потпуности финансира лечење и опоравак од повреде, као и чартер лет за повратак у домовину. Нешто касније, на веб-сајту Београдски портал објављен је текст који се тиче неколицине играча екипе Црвене звезде, за које је примећено да их тренер Владан Милојевић форсира у својој поставци, те да навијачи имају замерке на игре које они пружају. Међу њима се нашло и Гобељићево име. Како је искључењем аутоматски суспендован за наредну утакмицу, пријављен је на списак играча за наредно коло, против екипе Хелсинкија како би забрана играња могла да се реализује. Иако су постојала предвиђања о могућој додатној казни, Гобељићу је омогућен наступ за сусрете трећег кола, против Копенхагена.
Према писању литванских медија, Славицкас је са својим клубом продужио уговор крајем 2019, док је Гобељић у интервјуу почетком наредне године рекао да се редовно чује са тим фудбалером и да се исти опоравља од повреде.
По окончању пенал-серије у Финалу Купа Србије 2021. године, Гобељић је притрчао Владимиру Стојковићу и пред њим скинуо шортс. Такав гест био је повезан са изјавом капитена Партизана уочи утакмице. Догађај је изазвао реакцију противничке екипе, док је Бибрас Натхо желео да се физички обрачуна са Гобељићем. Према званичном записнику са утакмице, Гобељићу је показан други жути картон. Тренер Станковић извинио се јавности због понашања фудбалера свог тима. Фудбалски савез Србије је почетком јуна 2021. покренуо дисциплински поступак против Гобељића. Дисциплинска комисија ФСС-а му је истог месеца изрекла казну од 200 хиљада динара и забрану наступа на два сусрета у домаћим такмичењима. Спортски директор Црвене звезде, Митар Мркела, претходно је изјавио да ће фудбалер бити кажњен и у складу с клупским правилником. Траку је после капитена Милана Борјана наредне сезоне носио Александар Катаи, а затим и Страхиња Ераковић.

## Статистика

### Клупска
Ажурирано 27. септембра 2023.
| Клуб              | Сезона   | Лига              | Лига    | Лига   | Национални куп | Национални куп | Европа  | Европа | Остало  | Остало | Укупно  | Укупно |
| Клуб              | Сезона   | Дивизија          | Наступа | Голова | Наступа        | Голова         | Наступа | Голова | Наступа | Голова | Наступа | Голова |
| ----------------- | -------- | ----------------- | ------- | ------ | -------------- | -------------- | ------- | ------ | ------- | ------ | ------- | ------ |
| Слога Краљево     | 2010/11. | Српска лига Запад | 27      | 1      | 2              | 0              | —       | —      | 2       | 0      | 31      | 1      |
| Слога Краљево     | 2011/12. | Прва лига Србије  | 31      | 3      | —              | —              | —       | —      | —       | —      | 31      | 3      |
| Слога Краљево     | 2012/13. | Прва лига Србије  | 32      | 0      | 1              | 0              | —       | —      | —       | —      | 33      | 0      |
| Слога Краљево     | 2013/14. | Прва лига Србије  | 26      | 3      | 1              | 1              | —       | —      | —       | —      | 27      | 4      |
| Слога Краљево     | Укупно   | Укупно            | 116     | 7      | 4              | 1              | —       | —      | 2       | 0      | 122     | 8      |
| Напредак Крушевац | 2014/15. | Суперлига Србије  | 26      | 1      | 1              | 0              | —       | —      | 2       | 0      | 29      | 1      |
| Напредак Крушевац | 2015/16. | Прва лига Србије  | 26      | 1      | 2              | 0              | —       | —      | —       | —      | 28      | 1      |
| Напредак Крушевац | 2016/17. | Суперлига Србије  | 32      | 5      | 1              | 0              | —       | —      | —       | —      | 33      | 5      |
| Напредак Крушевац | Укупно   | Укупно            | 84      | 7      | 4              | 0              | —       | —      | 2       | 0      | 90      | 7      |
| Црвена звезда     | 2017/18. | Суперлига Србије  | 23      | 1      | 3              | 0              | 10      | 0      | —       | —      | 36      | 1      |
| Црвена звезда     | 2018/19. | Суперлига Србије  | 25      | 5      | 5              | 0              | 8       | 1      | —       | —      | 38      | 6      |
| Црвена звезда     | 2019/20. | Суперлига Србије  | 17      | 2      | 3              | 0              | 12      | 0      | —       | —      | 32      | 2      |
| Црвена звезда     | 2020/21. | Суперлига Србије  | 26      | 0      | 5              | 0              | 9       | 0      | —       | —      | 40      | 0      |
| Црвена звезда     | 2021/22. | Суперлига Србије  | 10      | 0      | 3              | 0              | 9       | 0      | —       | —      | 22      | 0      |
| Црвена звезда     | 2022/23. | Суперлига Србије  | 15      | 2      | 1              | 0              | 4       | 0      | —       | —      | 20      | 2      |
| Црвена звезда     | Укупно   | Укупно            | 116     | 10     | 20             | 0              | 52      | 1      | —       | —      | 188     | 11     |
| Кифисија          | 2023/24. | Суперлига Грчке   | 1       | 0      | 0              | 0              | —       | —      | —       | —      | 1       | 0      |
| Каријера          | Каријера | Каријера          | 317     | 24     | 28             | 1              | 52      | 1      | 4       | 0      | 401     | 26     |

### Репрезентативна
Ажурирано 11. октобра 2019.
| Србија | Србија  | Србија |
| Године | Наступа | Голова |
| ------ | ------- | ------ |
| 2016.  | 1       | 0      |
| 2017.  | 1       | 0      |
| 2018.  | 0       | 0      |
| 2019.  | 1       | 0      |
| Укупно | 3       | 0      |

## Трофеји и награде
| Слога Краљево - Српска лига Запад: 2010/11. Напредак Крушевац - Прва лига Србије: 2015/16. Црвена звезда - Суперлига Србије (6): 2017/18, 2018/19, 2019/20, 2020/21, 2021/22, 2022/23. - Куп Србије (3): 2020/21, 2021/22, 2022/23. | - Гол кола у Суперлиги Србије (награда ФСС-а за погодак против Војводине у 22. колу такмичарске 2019/20) - Играч кола у Суперлиги Србије (14. коло такмичарске 2022/23) |

## Збирни извори
1. ↑  [7][8][9]
2. ↑  [13][14][15]
3. ↑  [28][29]
4. ↑  [41][42][43]
5. ↑  [58][59]
6. ↑  [69][70]
7. ↑  [74][75]
8. ↑  [80][81]
9. ↑  [87][88][89]
10. ↑  [97][98][99]
11. ↑  [101][102][103][104][105]
12. ↑  [106][107][108]
13. ↑  [110][111][112]
14. ↑  [120][121][122]
15. ↑  [160][161][162][163][164]
16. ↑  [177][178][179][180][181]
17. ↑  [190][191][192]
18. ↑  [199][200][201]
19. ↑  [203][204][205]
20. ↑  [206][207][208]
21. ↑  [209][210][211]
22. ↑  [212][213][214]
23. ↑  [229][230][231][232][233][234][235]
24. ↑  [238][239][240]
25. ↑  [244][245][246][247][248]
26. ↑  [255][256][257][258][259]
27. ↑  [264][265][266][267][268]
28. ↑  [278][279][280][281]
29. ↑  [285][286][287]
30. ↑  [309][310][311][312][313]
31. ↑  [324][325][326]
32. ↑  [334][335][336]
33. ↑  [357][358][359]
34. ↑  [360][361][362]
35. ↑  [6][368]
36. ↑  [371][372][373]
37. ↑  [382][383][384]
38. ↑  [14][16][22][388]
39. ↑  [120][121][122][392][393][394][395][396][397][398][399]
40. ↑  [400][401]
41. ↑  [160][161][162][163][164]
42. ↑  [417][418][419]
43. ↑  [424][425][426][427][428][429][430]
44. ↑  [433][434][435]
45. ↑  [446][447][448][449][450][451][452]
46. ↑  [453][454][455][456][457][458][459][460][461]
47. ↑  [462][463][464]
48. ↑  [465][466][467][468][469]
49. ↑  [470][471][472]
50. ↑  [475][476][477]
51. ↑  [482][483][484]
52. ↑  [489][490][491][492][493]
53. ↑  [499][500][501][502][503][504][505][506][507]
54. ↑  [514][515][516][517]
55. ↑  [389][520][521]
56. ↑  [2][521][522]
57. ↑  [523][524][525]
58. ↑  [531][532][533]
59. ↑  [99][534][535]
60. ↑  [536][537][538]
61. ↑  [521][539][540]
62. ↑  [541][542]
63. ↑  [558][559][560][561][562][563][564]
64. ↑  [569][570][571]
65. ↑  [586][587][588]
66. ↑  [590][591][592]
67. ↑  [593][594][595][596]
68. ↑  [597][598][599]
69. ↑  [13][14][15]
70. ↑  [58][59]

## Додатни извори
- Noveski, Darko (1. 1. 2019). „NG INTERVJU – GOBELJIĆ: Degenek zna nekada da se naljuti na šale ‘Gardista’! ‘Giška’ se uključio u razgovor kada smo pomenuli proslavu titule! (FOTO)”. hotsport.rs. Архивирано из оригинала 02. 10. 2019. г. Приступљено 2. 10. 2019.
- „Gobeljić blizu kluba 100: Biću još dugo Zvezdin vojnik”. mozzartsport.com. 24. 2. 2020. Архивирано из оригинала 24. 02. 2020. г. Приступљено 24. 2. 2020.
- „Zvezda TV | Gobelja u Zvezdinoj legiji centuriona”. Звезда ТВ. Јутјуб. 5. 3. 2020. Приступљено 17. 3. 2020.
- „Досије Марко Гобељић: Од црне овце до турбо бека, прорадила Вујадинова “апотека” (ВИДЕО)”. Objektiv.rs. 10. 10. 2022. Приступљено 24. 2. 2023.